# Radoševac (Pristina)
Pour les articles homonymes, voir Radoševac.
Radashec en albanais et Radoševac en serbe latin (en serbe cyrillique : Радошевац) est une localité du Kosovo située dans la commune/municipalité de Pristina, district de Pristina (Kosovo) ou district de Kosovo (Serbie). Selon le recensement kosovar de 2011, elle compte 29 habitants, tous albanais.

## Démographie

### Évolution historique de la population dans la localité
| 1948 | 1953 | 1961 | 1971 | 1981 | 1991 | 2011 |
| ---- | ---- | ---- | ---- | ---- | ---- | ---- |
| 192  | 222  | 229  | 235  | 145  | 172  | 29   |

|  |